# Parafia Świętych Apostołów Piotra i Pawła w Rzymkowicach
Parafia Świętych Apostołów Piotra i Pawła w Rzymkowicach – rzymskokatolicka parafia w miejscowości Rzymkowice, w dekanacie Niemodlin, w diecezji opolskiej.

## Historia
Parafia w Rzymkowicach powstała 1 października 1920. Wcześniej miejscowość należała do parafii Trójcy Świętej w Korfantowie. W 1906 wydzielono tu posiadającą własnego duszpasterza lokalię, a następnie w 1920 powołano samodzielną parafię.
Parafia obejmuje swym zasięgiem miejscowości: Rzymkowice, Kolonia Jamka, Kolonia Pogórze.

## Proboszczowie po 1945 roku
Źródło:
- ks. Alfons Kisiel
- ks. Jan Jonientz
- ks. Jan Różalski
- ks. Henryk Welcel
- ks. Franciszek Myśliwczyk
- ks. Hubert Chudoba (1991–1994)
- ks. Henryk Szier
- ks. Zygfryd Lesz
- ks. Robert Skornia (2014–2021)
- ks. Donat Wystrach (administrator, od 2022)